# Spock's Beard
Spock's Beard is een Amerikaanse progressieve-rockband uit Los Angeles. De band werd opgericht in 1992 door de broers Neal en Alan Morse. De naam is afgeleid van het Star Trek-personage Spock die in de aflevering Mirror, mirror een baard droeg.

## Geschiedenis
Spock's Beard is opgericht door de uit Los Angeles afkomstige broers Neal en Alan Morse. Neal speelt toetsen, akoestische gitaar en is zanger, Alan speelt elektrische gitaar. Vóór zijn succes in de progressieve rock was Neal een muzikant die veel speelde in pubs en cafés. Hij hoopte op een solocarrière in de popmuziek, maar eigenlijk was dat niet de muziek waar hij echt van hield. Op een gegeven moment hakte hij de knoop door en besloot om progressieve rock te gaan maken samen met zijn broer.
Neal en Alan kwamen bij toeval in aanraking met drummer Nick D'Virgilio tijdens een uitje van de broers in een jamcafé waar de muzikanten willekeurig opgeroepen worden om samen te spelen. Nick was die avond ook aanwezig en hij werd samen met Neal en Alan opgeroepen om te jammen.
Spock's Beard leverde in 1995 hun eerste album af. Samen met drummer Nick D'Virgilio en bassist Dave Meros zag het album The light het licht. 
Bij het volgende album Beware of darkness was toetsenist Ryo Okumoto aan het kwartet toegevoegd. In deze bezetting zouden ze nog vier studioalbums uitbrengen. Tijdens de Day for Night-tour is in 013 Tilburg de dvd Don't try this at home: Live in Holland opgenomen.
Na de opnamen van het album Snow besloot Neal Morse de band te verlaten. Reden voor deze keuze was zijn bekering tot het christendom. Met drummer Nick D'Virgilio als nieuwe leadzanger leverde Spock's Beard vier studioalbums af. In 2011 verliet D'Virgilio de groep en traden drummer Jimmy Keegan en zanger Ted Leonard toe.

## Bezetting
- Neal Morse - zang, toetsen, gitaar (verliet de band in 2002)
- Alan Morse - gitaar, zang, cello
- Nick D'Virgilio - drums, zang (verliet de band in 2011)
- Dave Meros - bass, zang, hoorn
- Ryo Okumoto - keyboard
- Jimmy Keegan - drums (sinds 2013 op album, daarvoor ook al tijdens optredens)
- Ted Leonard - zang (sinds 2011)

## Discografie

### Studioalbums
- The light, 1995
- Beware of darkness, 1996
- The kindness of strangers, 1998
- Day for night, 1999
- V, 2000
- Snow, 2002
- Feel euphoria, 08-07-2003
- Octane, 2005
- Spock's Beard, 2006
- X, 2010
- Brief nocturnes and dreamless sleep, 2013
- The oblivion particle, 2015
- Noise floor, 2018

### Solo-albums
Zie Neal Morse#Discografie voor de discografie van Neal Morse.
- Karma (2001) en Live and acoustic (2004) van Nick d'Virgilio (NDV);
- Coming through (2002) van Ryo Okumoto;
- Four o'clock and hysteria (2007) van Alan Morse.

### Dvd's
- Snow - live, 2017

## Videografie
- Spock's Beard home movie – Video (1998)
- Live at The Whisky – Video (1999)
- The making of V – Video (2001)
- Don't try this at home – 2 dvd-set (2002)
- The making of Snow – dvd (2004)